# Simon Wiesenthal

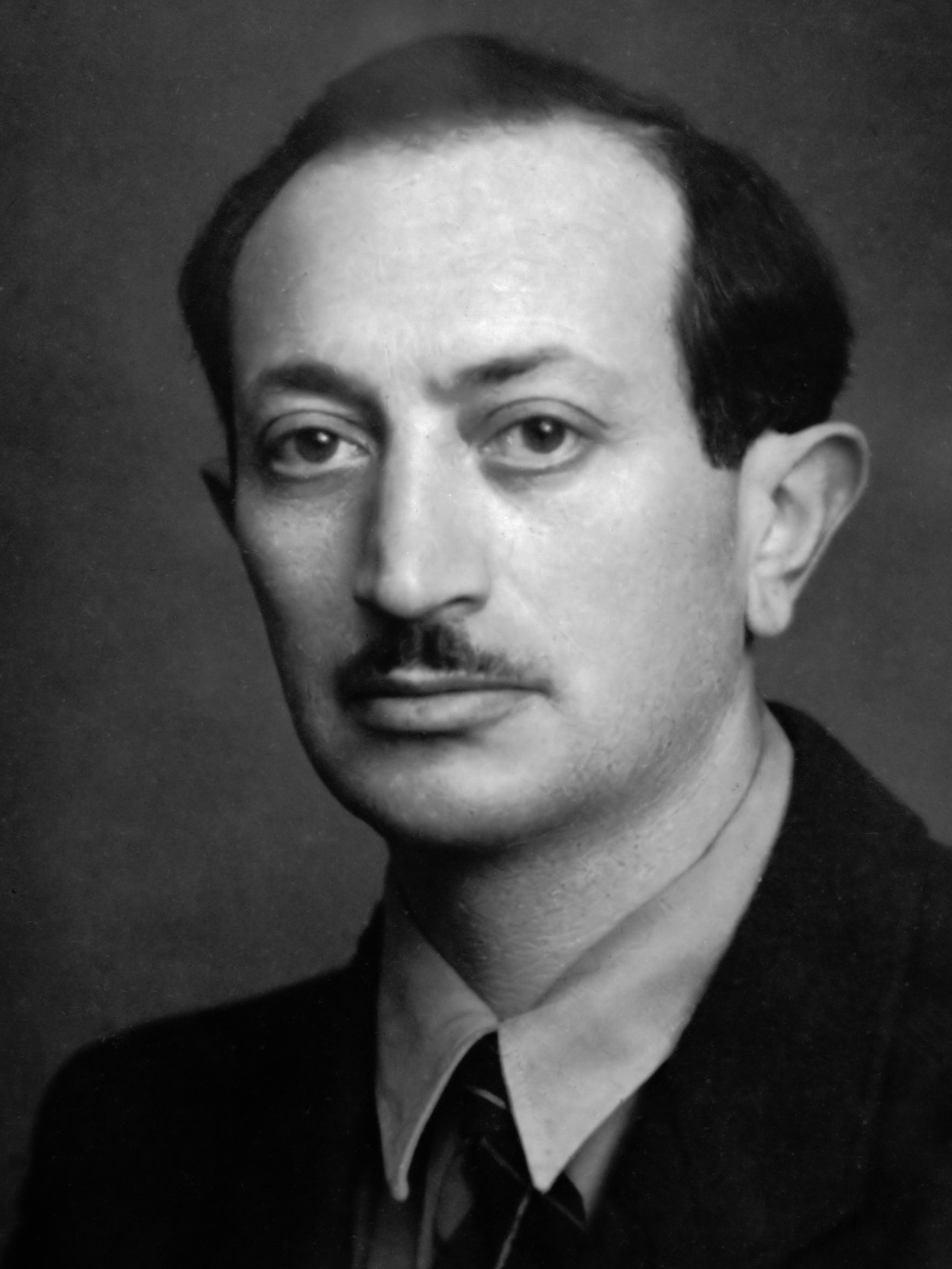
Simon Wiesenthal (1940–1945)

Simon Wiesenthal KBE (Buczacz, 31 de dezembro de 1908 – Viena, 20 de setembro de 2005) foi um caçador de nazis e escritor. Foi um sobrevivente do Holocausto que ficou famoso depois da Segunda Guerra Mundial pelo seu trabalho na perseguição e captura de nazistas.
Wiesenthal estudou arquitetura e vivia em Lviv (Lwów) no início da guerra. Depois de ter sido forçado a trabalhar como escravo nos campos de concentração nazistas de Janowska, Kraków-Płaszów e Mauthausen-Gusen durante a guerra, Wiesenthal dedicou a maior parte da sua vida a recolher informações sobre criminosos de guerra nazis em fuga por forma a que pudessem ser levados a tribunal. Em 1947 foi um dos fundadores do Centro de Documentação Histórica Judaica em Linz, na Áustria, onde ele e outros recolhiam informação para futuros julgamentos de crimes de guerra, e ajudavam refugiados na procura de parentes desaparecidos.
Em 1961 abriu o Centro de Documentação Judaico em Viena, continuando a tentar localizar criminosos de guerra nazis desaparecidos.
Teve um pequeno papel na localização de Adolf Eichmann, que foi capturado em Buenos Aires em 1960 e trabalhou de perto com o Ministério da Justiça austríaco na preparação de um dossiê sobre Franz Stangl, o qual foi sentenciado a prisão perpétua em 1971.
Nas décadas de 1970 e 1980 Wiesenthal participou em duas situações onde estavam envolvidos políticos austríacos de topo. Pouco depois de Bruno Kreisky ter sido nomeado chanceler austríaco em abril de 1970, Wiesenthal chamou a atenção da imprensa para o fato de quatro dos membros nomeados para o seu gabinete terem feito parte do Partido Nazi. Kreisky, enfurecido, chamou Wiesenthal de "fascista judeu", ligou a sua organização à Máfia e acusou-o de colaborar com os nazis. Wiesenthal processou-o, com sucesso, por difamação, num processo que terminou em 1989.
Em 1986 Wiesenthal esteve envolvido no caso de Kurt Waldheim, cujo passado nazi foi revelado nas eleições presidenciais de 1986. Wiesenthal, envergonhado por, anteriormente, ter ilibado Waldheim de qualquer delito, passou por um momento negativo na sua vida.
Com uma reputação de contador de histórias, Wiesenthal foi o autor de várias memórias vagamente baseadas em eventos reais. Em particular, exagerou o seu papel na captura de Eichmann em 1960. Wiesenthal morreu durante o sono com 96 anos de idade, em Viena, no dia 20 de setembro de 2005, sendo sepultado na cidade de Herzliya, em Israel. O Centro Simon Wiesenthal, localizado em Los Angeles, é assim designado em sua honra.

## Vida
Wiesenthal nasceu em 1908 em Buczacz, cidade pertencente à Galícia, no Império Austro-Húngaro (hoje na Ucrânia). Formou-se em arquitetura pela Universidade de Praga em 1932. Em 1936 casou com Cyla Müller. Fixa residência em Lvov, cidade da Polônia que viria a ser ocupada pela União Soviética (atualmente, pertence à Ucrânia).
Quando a Alemanha nazista invadiu a União Soviética em junho de 1941, Wiesenthal e a sua família foram detidos. Passou quatro anos e meio em vários campos de concentração, como o de Mauthausen, onde foi libertado pelas tropas americanas em maio de 1945. Reencontra a sua esposa, com a qual teve uma filha em 1946, passando a viver em Linz, na Áustria.

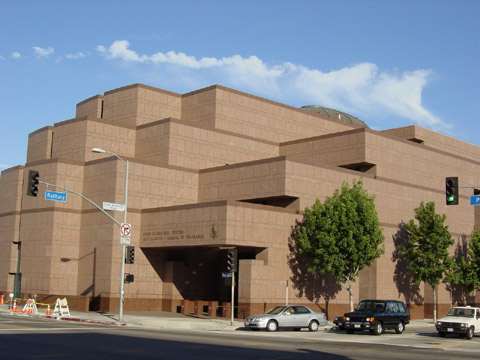
O centro de documentação sobre as vítimas do Holocausto, fundado por Simon Wiesenthal

Criador de um centro de documentação sobre as vítimas do Holocausto em 1947, Wiesenthal foi responsável pela prisão de mais de 1,1 mil criminosos. Em suas memórias, Justiça, não Vingança (1989), afirmou que “os nazistas não escaparão sem punição pelo assassinato de milhões de seres humanos”. Wiesenthal investigou o paradeiro de Adolf Eichmann, alto oficial nazista que organizava o transporte de judeus para campos de extermínio na Europa. Encontrado por ele, Eichmann foi sequestrado na Argentina pelo Mossad (serviço secreto israelense), e levado para ser julgado e condenado à morte em Israel no ano de 1962.
Depois de seis décadas de trabalho anunciou a sua retirada em 2003. Em 19 de fevereiro de 2004 foi feito cavaleiro (KBE) pela rainha Elizabeth II da Inglaterra, em função dos seus contributos para a humanidade. Foi nomeado quatro vezes para o Prémio Nobel da Paz, mas nunca se consagrou como vencedor.
Simon escreveu o livro "A Missão Secreta De Cristóvão Colombo - Velas Da Esperança". Segundo o autor, após fazer minuciosas investigações em documentos históricos e entrevistas com especialistas, Cristóvão Colombo tinha a intenção de descobrir a América e levou consigo uma vasta legião de judeus, que eram perseguidos pelos reis católicos espanhóis Fernando e Isabel. Colombo instou que sua tripulação subisse a bordo do navio apenas um dia antes de o decreto real de morte aos judeus na Europa fosse promulgado.

## Lista de livros e artigos de periódicos

### Livros
- Ich jagte Eichmann. Tatsachenbericht (I chased Eichmann. A true story). S. Mohn, Gütersloh (1961)
- Writing under the pen name Mischka Kukin, Wiesenthal published Humor hinter dem Eisernen Vorhang ("Humor Behind the Iron Curtain"). Gütersloh: Signum-Verlag (1962)
- The Murderers Among Us: The Simon Wiesenthal Memoirs. Nova York: McGraw-Hill (1967)
- Zeilen der hoop. De geheime missie van Christoffel Columbus. Amsterdam: H. J. W. Becht (1968). Translated as Sails of Hope: The Secret Mission of Christopher Columbus. Nova York: Macmillan (1972)
- "Mauthausen: Steps beyond the Grave". In Hunter and Hunted: Human History of the Holocaust. Gerd Korman, editor. Nova York: Viking Press (1973). pp. 286–295.
- The Sunflower: On the Possibilities and Limits of Forgiveness Nova York: Schocken Books (1969)
- Max and Helen: A Remarkable True Love Story. Nova York: Morrow (1982)
- Every Day Remembrance Day: A Chronicle of Jewish Martyrdom. Nova York: Henry Holt (1987)
- Justice, Not Vengeance. Nova York: Grove-Weidenfeld (1989)

### Artigos de periódicos
- "Latvian War Criminals in USA". Jewish Currents 20, no. 7 (Jul./Ago. 1966): 4–8. Also in 20, no. 10 (Nov. 1966): 24.
- "There Are Still Murderers Among Us". National Jewish Monthly 82, no. 2 (Out. 1967): 8–9.
- "Nazi Criminals in Arab States". In Israel Horizons 15, no. 7 (Set. 1967): 10–12.
- Anti-Jewish Agitation in Poland: (Prewar Fascists and Nazi Collaborators in Unity of Action with Antisemites from the Ranks of the Polish Communist Party): A Documentary Report. Bonn: R. Vogel (1969)
- "Justice: Why I Hunt Nazis". In Jewish Observer and Middle East Review 21, no. 12 (24 Mar. 1972): 16.